# 制能
制能（越南语：／；生卒年不詳），又作制陀阿婆粘（越南语：／），即闍耶僧伽跋摩五世（Jayasimhavarman V），占婆第十二王朝末代君王。制能的王兄制至於1312年被大越國陳朝所俘，制能被越人立為新君。其後制能與大越國交戰，最終失敗逃亡。

## 生平

### 越人的擁立
制能是占婆第十二王朝君主制至（闍耶僧伽跋摩四世）之弟。1312年農曆五月，占婆被北鄰大越國陳朝所進攻，制至被俘。至於制陀阿婆粘（即制能），則獲大越朝廷立為「亞侯」，繼續鎮守占婆土地。
其後情況，按法國學者喬治·馬司培羅的形容，占婆「事實上無異越國一省」。在1313年冬，占婆遭暹人侵掠，陳英宗皇帝派杜天覷由乂安、臨平兩路，領兵救援占婆。
此外，占婆又曾於1312年十一月，向中國元朝致送犀象。元廷對於越占關係，亦有所干涉。1316年二月，元朝湖廣行省便曾「諭安南，歸占城國主」。

### 兵敗出逃
制能雖為越人所立，但據《欽定越史通鑑綱目》所載，他治下的占婆對大越陳朝實際上是「數反側」，抱著叛服無常的態度。1318年，越廷派將領惠武大王陳國瑱、李氏遺族李必見率兵，征討制能。雙方開戰，起初占軍得利，擊斃越將李必見。後來越廷再派將領范五老出戰，「縱兵擊其（占軍）後」，占軍不敵敗走，遭越軍「擒獲其衆」，損失重大。最後，制能逃亡到爪哇地區，占婆第十二王朝亦告敗亡。大越朝廷改立占婆土酋制阿難為新主，是為占婆第十三王朝之始。

## 家庭
父：闍耶僧伽跋摩三世（越南史籍稱作「制旻」；中國史籍稱作「補的」或「補底」）。
兄：闍耶僧伽跋摩四世（越南史籍稱作「制至」或「制鷙」）